# Famicom Detective Club
Famicom Detective Club (ファミコン探偵倶楽部?, Famicom Tantei Club) è una serie videoludica di avventura in stile visual novel creata da Yoshio Sakamoto e sviluppata da Nintendo e, dal 2021, Mages. La serie si incentra su un giovane detective e la sua collega Ayumi, intenti ad indagare omicidi in varie città del Giappone.
Il primo videogioco della serie, The Missing Heir, è stato pubblicato per Famicom Disk System nel 1988 in due dischetti. Un prequel, The Girl Who Stands Behind, è stato distribuito per la stessa periferica nel 1989. Il terzo capitolo della serie, BS Tantei Club: Yuki ni Kieta Kako, è stato pubblicato in episodi per Satellaview nel corso del 1997. Un quarto capitolo, Emio - L'uomo che sorride, è stato distribuito per Nintendo Switch nel 2024.

## Trama
La serie è ambientata in Giappone. Il protagonista è un orfano che, all'età di 15 anni, diventa l'assistente del detective privato Shunsuke Utsugi. Una mattina viene ritrovato il cadavere di una studentessa, Yoko Kojima, e Utsugi incarica il protagonista per le indagini. Il giovane detective fa la conoscenza di Ayumi Tachibana, la migliore amica della vittima, che vuole aiutare nelle indagini. Indagando nella scuola superiore Ushimutsu, il detective scopre che Yoko e Ayumi avevano un club investigativo e stavano indagando sulla leggenda scolastica di una ragazza fantasma, morta molti anni prima, che infesta la scuola, supponendo che i due casi siano collegati. Una volta risolto il caso, Ayumi decide di entrare anche lei nell'agenzia Utsugi. Due anni dopo, il protagonista stava indagando sulla famiglia Ayashiro, quando all'improvviso cade già da un dirupo e perde la memoria. Viene ritrovato da un uomo, Amachi, e poi da Ayumi, che gli ricorda di essere sua collega e che stavano lavorando a un caso. Il protagonista quindi riprende le indagini dall'inizio, cercando anche di ricordarsi di sé stesso e scoprire qualcosa di più nel suo passato. Poco dopo Ayumi si reca al villaggio di Ochitani per visitare la madre malata. Scrive una lettera alla sua amica d'infanzia che si presenta al villaggio il giorno dopo, affermando che il precedente sindaco è stato trovato ucciso e la madre è la maggiore sospettata. Ayumi decide di indagare per scagionare la madre, ricollegandosi a un vecchio incidente accaduto 18 anni prima. Due anni dopo questi avvenimenti, un ragazzo delle medie, di nome Eisuke Sasaki, viene trovato morto con un sacchetto di carta sulla faccia. Il protagonista e Ayumi vengono incaricati di indagare sull'omicidio, dopo aver notato le somiglianze con casi simili di 18 anni prima e con la leggenda metropolitana di "Emio".

### Personaggi
Protagonista / Detectivello (探偵ーくん?, Tantei-kun)
Doppiato da: Megumi Ogata
Il protagonista è il giovane detective orfano. Il nome viene scelto dal giocatore all'inizio di ogni capitolo, nel materiale promozionale viene chiamato Taro Ninten (任天 太郎?, Ninten Tarō). Ha deciso di diventare detective per scoprire di più sulla sua famiglia. Ha un carattere allegro, ma paziente con grande intuito. Taro ha praticato un po' di karate. Il soprannome "Detectivello" glielo dà l'ispettore Kamihara durante Emio - L'uomo che sorride.
Ayumi Tachibana (橘 あゆみ?, Tachibana Ayumi)
Doppiata da: Yūko Minaguchi
È la coprotagonista della serie. È una studentessa che, insieme alla sua migliore amica, ha fondato un club investigativo. Diventa la collega del protagonista dopo le indagini di The Girl Who Stands Behind. È una ragazza dolce, con carattere amichevole, appassionata di misteri. Alle medie ha praticato nanghinata.
Shunsuke Utsugi (空木 俊介?, Utsugi Shunsuke)
Doppiato da: Shō Hayami (BS Tantei Club), Riki Kagami (Dai remake per Switch)
È un personaggio ricorrente della serie. È il capo dell'agenzia detective Utsugi e gode di grande fiducia da parte della polizia. A causa di vari viaggi per lavoro, è spesso fuori l'ufficio. Nel primo capitolo viene solo menzionato da Ayumi, la sua vera introduzione si ha in The Girl Who Stands Behind. È esperto nel pugilato e nelle arti marziali.

## Modalità di gioco

Screenshot di gioco in cui è possibile far interagire il protagonista con la collega Ayumi Tachibana nel remake de' The Missing Heir. (Lingua inglese)

I capitoli della serie sono in stile visual novel. Il giocatore può interagire usando un menù che si trova di solito a sinistra dello schermo. Tra le azioni del giocatore ci sono: "Chiama", che permette di chiamare un personaggio distante, "Chiedi/Ascolta", che permette di comunicare col personaggio, "Guarda/Indaga", con il quale il giocatore può osservare e cercare indizi, "Mostra", necessaria per mostrare prove, "Pensa", per far ipotizzare il protagonista, e "Spostati", che compare quando il protagonista deve spostarsi in un altro luogo. Un box di dialogo viene mostrato in basso, quando si comunica con un personaggio. Durante l'opzione "Guarda/Indaga", il giocatore muove un cursore sullo sfondo o su un personaggio, permettendogli di interagire con esso. In alcuni punti della storia, il giocatore deve mettere assieme le idee, consultando il taccuino o scrivendo manualmente la risposta.

## Sviluppo
| 1988      | Kieta Kōkeisha                                  |
| 1989      | Part II: Ushiro ni Tatsu Shōjo                  |
| 1990–1996 |                                                 |
| 1997      | Yuki ni Kieta Kako                              |
| 1998      | Part II: Ushiro ni Tatsu Shōjo (Remake per SFC) |
| 1999–2020 |                                                 |
| 2021      | The Missing Heir                                |
| 2021      | The Girl Who Stands Behind                      |
| 2022–2023 |                                                 |
| 2024      | Emio - L'uomo che sorride                       |

La serie è stata creata da Yoshio Sakamoto. La serie è un omaggio ai film di Dario Argento.
The Missing Heir è stato sviluppato per Famicom Disk System. Inizialmente doveva chiamarsi 屍の村?, (Shikabane no Mura), ma durante lo sviluppo il nome è stato riconsiderato. L'autore scrisse a mano la sceneggiatura prima della programmazione. L'autore ha affermato che la sua fonte di ispirazione principale per il titolo erano i libri di Seishi Yokomizo, come Inugamike no Ichizoku e Akuma no Temari Uta. Il videogioco è stato pubblicato in due dischetti: il primo è stato distribuito il 27 aprile, il secondo il 14 giugno 1988.
The Girl Who Stands Behind è stato sviluppato sempre per Famicom Disk System. Secondo l'autore il secondo capitolo era ispirato ai manga shojo. Altra ispirazione è stata il suo film preferito di Argento: Profondo rosso del 1975. Per la colonna sonora, il compositore Kenji Yamamoto sostiene di aver utilizzato la capacità sonora del Famicom al limite, giocando anche col volume per renderla spaventosa. Il capitolo è stato distribuito anch'esso in due dischi: il primo il 23 maggio e il secondo il 30 giugno 1989. Nell'aprile del 1998, The Girl Who Stands Behind ha ricevuto un remake per Super Famicom, con grafica e suoni migliorati.
BS Tantei Club: Yuki ni Kieta Kako è stato sviluppato per Satellaview, un modem satellitare per il Super Famicom. Al contrario dei precedenti due capitoli, Sakamoto in questo caso è solo il produttore, mentre lo sceneggiatore è Masayasu Nakata. È il primo videogioco della serie a ricevere un doppiaggio. Il videogioco è stato distribuito in tre capitoli nel corso del 1997: il primo disponibile dal 9 al 15 febbraio, il secondo dal 16 al 22 febbraio e il terzo dal 23 febbraio al 1º marzo. A causa della distribuzione per un tempo limitato, i fan hanno cercato di preservare il titolo, dal momento che non è mai stato tradotto e ridistribuito. Nintendo raramente ripubblica videogiochi distribuiti per Stellaview.
I primi due capitoli sono stati ridistribuiti in Giappone per Game Boy Advance nel 2004 e successivamente per Virtual Console.
Entrambi i primi due Famicom Detective Club hanno ricevuto dei remake per Nintendo Switch, sviluppati da Mages e supervisionati da parte dello staff originale. I videogiochi hanno ricevuto un nuovo stile grafico, con nuovi arrangiamenti e l'aggiunta di doppiaggio. Inizialmente erano previsti per il 2020, ma sono stati pubblicati il 14 maggio 2021 in tutto il mondo, per la prima volta tradotti in lingua inglese.
Emio - L'uomo che sorride è stato sviluppato dallo stesso staff dei remake per Nintendo Switch. Sakamoto lo ha descritto come "il culmine della saga". Una demo del gioco è stata distribuita il 20 agosto 2024, che contiene il prologo ed il primo capitolo. Successivamente è stata aggiornata con il secondo capitolo il 23 agosto e il terzo il 28. Il 29 agosto il gioco completo è stato distribuito, rendendolo il primo capitolo della serie con localizzazione in lingua italiana.

## Accoglienza
La serie ha ricevuto recensioni positive dalla critica giapponese. I remake per Nintendo Switch hanno ricevuto recensioni miste o medie. Emio - L'uomo che sorride ha invece ottenuto recensioni generalmente positive.

### Riconoscimenti
- The Girl Who Stands Behind è stata classificata 4ª nei "Best 5", 4ª per colonna sonora e 3ª "Hot Hit" nel volume 7 di Famimaga del 1991.[37]
- Lo stesso capitolo è arrivato 18° nelle "Elezioni Generali dei Videogiochi d'Avventura" di Famitsū nel 2017.[38]

## Eredità
Il personaggio di Ayumi Tachibana appare come trofeo in Super Smash Bros. Melee. Secondo l'autore, Masahiro Sakurai, il personaggio è stato preso in considerazione come combattente nello stesso gioco, ma è stata scartata perché la serie non era mai stata distribuita al di fuori del Giappone. Ayumi riappare come spirito in Super Smash Bros. Ultimate.
Ayumi appare anche in Super Mario Maker come costume sbloccabile.